# سورن پیرجانیان
سورن پیرجانیان (به ارمنی Սուրէն Փիրջանեան - به انگلیسی Soren Pirjanian)، (زاده ۱۳۱۴ خورشیدی، در تهران)، ورزشکار ایرانی ارمنی‌تبار در رشته ورزشی بوکس بود.

## کارنامه ورزشی
- ایران در بازی‌های آسیایی ۱۹۵۸ - مدال نقره